# Entionella eriphiae
Entionella eriphiae là một loài chân đều trong họ Entoniscidae. Loài này được Demassieux & Veillet miêu tả khoa học vào năm 1980.